# Tulipan Generał Stanisław Maczek
Tulipan Generał Stanisław Maczek (Tulipa 'Generał Stanisław Maczek') – odmiana uprawna rośliny z rodzaju tulipan (rodzina liliowate Liliaceae). Wyhodowana została w Holandii przez Jana Ligtharta w 2012 i nazwana na cześć polskiego generała Stanisława Maczka.
Odmiana posiada barwę biało-czerwoną z białym brzegiem płatków, który nawiązuje do kolorystyki polskiej flagi, jak również miejskich barw Bredy. Jej przygotowanie zajęło Ligthartowi 16 lat. Jest zarejestrowana przez Holenderskie Królewskie Powszechne Stowarzyszenie dla Cebul Kwiatowych jako jedna z 4500 odmian tulipanów. Kwiat jest odporny na stosunkowo niskie temperatury i nagłe zmiany pogodowe.

## Historia
W roku 2013 ponownie tulipan stał się symbolem wdzięczności Holandii dla gen. Maczka – honorowego obywatela Holandii – oraz pamięci o walkach 1 Dywizji Pancernej WP. Nazwę „Generał Stanisław Maczek” otrzymała nowa odmiana tulipana o czerwono-malinowych płatkach z białym brzegiem. Została wyhodowana przez holenderskiego ogrodnika, Jana Ligtharta, twórcę innych odmian nazwanych na cześć Polaków: tulipanów „Maria Kaczyńska”, „Irena Sendlerowa” i „Preludium Chopina”. Wyhodowanie odmiany „Generał Stanisław Maczek” trwało 16 lat. Kwiat nazwany imieniem generała został publicznie zaprezentowany 25 kwietnia 2013 w warszawskiej rezydencji Królestwa Niderlandów w Warszawie, w obecności prof. Andrzeja Maczka, syna generała. Bukiet tulipanów „Generał Stanisław Maczek” ochrzczono na cmentarzu wojskowym w Bredzie. Uroczystości odbyły się przy grobie gen. Stanisława Maczka, z udziałem polskich weteranów walk 1 Dywizji Pancernej. Na cmentarzu wojskowym w Bredzie znajduje się grób generała Maczka, przy którym posadzono jesienią 2012 roku 500 cebulek tulipana „Generał Stanisław Maczek”. Tulipany te posadzono również przed budynkiem ambasady RP w Holandii.